# Бранилац по службеној дужности (филм)
„Бранилац по службеној дужности“ је југословенски филм из 1961. године. Режирао га је Анте Вицулин, а сценарио је писао Џон Мортимер.

## Улоге
| Глумац            | Улога |
| ----------------- | ----- |
| Вања Драх         |       |
| Иво Кадић         |       |
| Фабијан Шоваговић |       |